# جو بیربک
جو بیربک (انگلیسی: Joe Birbeck; ۱۵ آوریل ۱۹۳۲ – ۱۱ مارس ۲۰۱۶) بازیکن فوتبال بود.
از باشگاه‌هایی که در آن بازی کرده‌است می‌توان به باشگاه فوتبال میدلزبرو و باشگاه فوتبال گریمزبی تاون اشاره کرد.